# Podomys
Podomys és un gènere de rosegadors de la família dels cricètids. Conté dues espècies oriündes dels Estats Units: el ratolí de Florida (P. floridanus), que habita algunes de les zones més caloroses i àrides de Florida, i P. oklahomensis, que visqué durant el Plistocè en allò que avui en dia és Oklahoma i Texas. A Florida també s'han trobat restes fòssils d'una segona espècie extinta que encara està per descriure.